# Noriško kraljestvo
Noriško kraljestvo  ali Kraljestvo Norik (latinsko Noricvm Regnvm ali Regnvm Noricvm) so okoli leta 200 pr. n. št. v regiji vzhodnih Alp ustanovili Kelti. Obstajalo je do leta 15 pr. n. št., ko so si ga na miren način priključili Rimljani. Bilo je relativno stabilna konfederacija vsaj dvanajstih keltskih plemen; med njimi so bili Tavriski, pa tudi manjša plemena, kot so Ambidravi ('tisti, ki živijo ob Dravi') na Koroškem, Ambisonti ter Ambilici. Ta plemenska imena so keltska; vsebujejo namreč prepono 'ambi', ki pomeni 'pri', 'okoli'. Vsa plemena so vodili Noriki. Izraz 'kraljestvo' (regnum) je lahko nekoliko zavajajoč. Na čelu države je namreč v določenem obdobju bil en sam kralj, včasih pa je državo vodila skupina poglavarjev. Ti so najverjetneje bili kralji svojih ljudstev. Noriško kraljestvo je od nastanka v drugem stoletju pr. n. št., pa vse do priključitve Rimu, najverjetneje leta 15 pr. n. št., imelo močne gospodarske vezi z Rimom. Glavno izvozno blago je bilo železo, ki je veljalo za izjemno kakovostno. Tega so najverjetneje pridobivali v vzhodni Štajerski, in v Gradiščanski. Zaradi njegove pomembnosti so v zgodnjem 1. stoletju pr. n. št. Rimljani ustanovili trgovsko postojanko na Štalenski gori, na Koroškem. Kasneje jo je zamenjalo rimsko mesto Virunum.

## Zgodovinsko ozadje
Kmalu zatem, ko so se Kelti v drugi polovici tretjega stoletja pr. n. št. naselili na območju osrednje Koroške, je tu okoli leta 200 pr. n. št. nastala močna, centralizirana državna tvorba, ki je bila relativno stabilna konfederacija vsaj dvanajstih keltskih plemen. Med njimi so bili Tavriski, pa tudi manjša plemena, kot so Ambidravi ('tisti, ki živijo ob Dravi') na Koroškem, Ambisonti ter Ambilici. Ta plemenska imena so keltska; vsebujejo namreč prepono 'ambi', ki pomeni 'pri', 'okoli'. Vsa plemena so vodili najmočnejši Noriki. Moč države je temeljila na dragocenem železu (tega so v glavnem pridobivali na severu Koroške, v vzhodni Štajerski in na Gradiščanskem; zaradi njegove pomembnosti so v zgodnjem 1. stoletju pr. n. št. Rimljani celo ustanovili trgovsko postojanko v Štalenski gori na Koroškem. Kasneje jo je zamenjalo rimsko mesto Virunum) ter na vojaški premoči keltskega ljudstva Noriki. Od tega časa naprej je poglavar Norikov vladal osrednji Koroški. Podrobnosti o tej državi, ki se je kmalu začela smatrati za kraljestvo, ostajajo neznane; zgodovinski zapisi namreč obstajajo šele od drugega stoletja pred našim štetjem, ko so se začeli stiki z Rimljani. Izraz 'kraljestvo' (latinsko: regnum) je lahko nekoliko zavajajoč. Na čelu države je namreč v določenem obdobju res bil en sam kralj, a je včasih državo vodila tudi skupina poglavarjev. Ti so najverjetneje bili kralji vsak svojih ljudstev. Rimljani, s katerimi je Noriško kraljestvo imelo močne gospodarske stike, so si leta 15 pr. n. št. državo na miren način pridružili.

## Odnosi z Rimom
Pogoji, ki so omogočili neposredni kontakt med Rimom in Noriškim kraljestvom, so bili ustvarjeni z rimsko širitvijo na sever Italije. Po bitki pri Telamonu (leta 225 pr. n. št.), velikim galskim porazom pri Clastidiumu, in po napadu na veliko keltsko utrjeno naselje (opidum) Mediolanum (Milano, 222 pr. n. št.), se je moč severnoitalijanskih Bojev in Insubrov sesula. 	Hanibalov napad na Italijo, ko je ogromno Keltov v Padski nižini dezertiralo Rim, je zmotil tukajšnjo rimsko širitev; šele nadaljnje odprave proti Bojem in Insubrom, začenši leta 197 pr. n. št., so vodile do končne vzpostavitve rimske moči v severni Italiji.
Rimske kolonije kot so Bononia (Bologna, 189 pr. n. št.), Parma in Mutina (Modena, 183 pr. n. št.), najbolj pa Akvileja (Oglej, 183–181 pr. n. št.) so tamkajšnjo rimsko oblast močno zasidrale. V zadnji fazi te vojaške in politične širitve Rima v Padski dolini, so se začeli prvi stiki med Rimom in Noriškim kraljestvom. Livij opisuje njihov razvoj v letih 186–169 pr. n. št. Kasnejši odnosi med Rimom in Noriškim kraljestvom so bili odlični. Leta 178 pr. n. št. se je keltski kontingent, ki je štel okoli tri tisoč mož, skupaj z Rimljani bojeval proti Istranom. Kontingentu je poveljeval Catmelus, ki je bil (odvisni) kralj (regulus) vzhodnoalpskih dežel. V letih 171 in 170 pr. n. št. je med Rimom in Noriškim kraljestvom zopet vladala živahna diplomacija.
Galija je bila dodeljena konzulu po imenu L. Cassius Longinus, kot območje pod njegovo upravo. A konzul se s provinco ni obremenjeval, in je šel prek Istre in Ilirika proti Makedoniji, da bi sodeloval v tretji makedonski vojni, čeravno je Makedonija kot provinca bila dodeljena drugemu konzulu po imenu P. Licinius Crassus. Ko je senat izvedel, kaj počne konzul Longinus, mu je ukazal, da se nemudoma vrne v Rim. Ko so se odpravljali nazaj, so Longinus in njegovi vojaki oplenili dežele Japodov, Istrov in Karnov. Odposlanstva teh ljudstev so v prihajajočih letih prispela v Rim, kjer so se o teh dejanjih pritoževala senatu. Istočasno pa je v Rim prišlo odposlanstvo kralja čezalpskih Galcev, imenovanega Cincibilis, ki ga je vodil njegov brat. Odposlanstvo je trdilo, da so tudi njihove dežele bile oplenjene ter da je ogromno ljudi bilo odpeljanih v suženjstvo. Senat se je distanciral od teh dejanj in konzula Longinusa ter obljubil, da bo zadevo preiskal.
Rimljani so odposlali odprave Karnom, Istrom in Japodom, dva ugledna senatorja pa so poslali na sever, h kralju Cincibilisu. Ta sta s seboj prinašala darila za kralja, njegovega brata ter za Noriške plemiče, ravno tako pa so ugodili kraljevi želji, da v Italiji kupi konje. Ti dobri odnosi so ostali nemoteni tudi v naslednjih letih. Leta 169 pred našim štetjem se je odposlanstvo kralja (regulus), imenovanega Balanos, pojavilo v Rimu, kjer so ponudili vojaško pomoč za tretjo makedonsko vojno. Kontingent je menda bil isti kot tisti, ki je Rimljanom pomagal leta 178 pr. n. št.. Senat se je kralju zahvalil z darili, čeravno se zdi, da pomoči niso sprejeli.
Ne obstaja dvom, da so »Galci,« ki so omenjeni v letih 186, 183, 178, 170 in 169 pr. n. št., eno in isto ljudstvo južnega dela kasnejše province Norik ter da vse, kar izvemo od Livija, dokazuje, da je to ljudstvo začelo formirati državo. Očitno močna konfederacija več plemen do tedaj še ni obstajala. Eno celotno pleme, na primer, bi se lahko preselilo brez da bi osrednji glavar to vedel ali odobril. Poglavar Norikov v osrednjem delu Koroške je imel trdno mesto kot »kralj« svojega ljudstva, ravno tako pa je bilo jasno, da želi svojo oblast razširiti na sosednja plemena. Dejstvo, da Livij ne omenja izraza kralj še ne dokazuje, da bi Noriški poglavar imel nižjo funkcijo od kralja, kot je omenjena nekaj let kasneje. Leta 183 pr. n. št. so se Rimljani najverjetneje pogajali z noriškim kraljem ter s tamkajšnjimi plemiči. Kmalu zatem pa viri začno omenjati kralja. 
Catmelus je vodil zavezniški kontingent kot predstavnik kralja. Catmelus sam je najbrž bil eden vodilnih plemičev, morda celo brat kralja, in verjetno nikogar drugega kot kralja z imenom Cincibilis. Cincibilis je bil kralj Norika leta 170 pr. n. št.. 	Odposlanstvo, ki ga je poslal v Rim, pa je vodil njegov brat, najverjetneje Catmelus; Livij ga sicer ne imenuje. Catmelus je v istrski vojni vzpostavil stike s senatom, in je tako bil odlična izbira za pogajanje z njim. Opisi Cincibilisa in njegovega brata kažejo, kako so takratni ljudje gledali na položaje teh vodilnih osebnosti vzhodno od Alp. Cincibilis se omenja kot kralj, Catmelus pa celo kot njegov sokralj. Balanos, najverjetneje neposredni naslednik CIncibilisa, in verjetno njegov sin, je bil ravno tako imenovan »kralj« s strani Rimljanov. Diplomatska odprava iz leta 170 pr. n. št. dokazuje, da je vpliv in moč noriškega kralja postopoma rasla.